# Monte Pourri
O Monte Pourri  - literalmente o monte podre - com 3 779 m fica na parte setentrional do Maciço da Vanoise no departamento francês da Saboia e próximo de Bourg-Saint-Maurice.
Durante muito tempo um dos cumes mais concorridos da Saboia, isso não impediu que até ao século XVIII não figurasse nos mapas topográficos.

## Ascensão
A primeira ascensão  foi feita em 4 de Outobro de 1861 pelo guia de alta montanha Michel Croz a pedido do alpinista e geometra inglês William Mathews que a  pretendia subir, como subiu, no ano seguinte guiado por ele e acompanhado por  T.G. Bonney. É nessa ascensão que mede a sua altitude, estimando-a a  3 797 m, o que é notável para a precisão da época, visto que na realidade tem 3 779 m.